# Neobisium abeillei
Neobisium abeillei är en spindeldjursart som först beskrevs av Simon 1872.  Neobisium abeillei ingår i släktet Neobisium och familjen helplåtklokrypare. Inga underarter finns listade i Catalogue of Life.